# 汤河镇 (辽阳市)
汤河镇，是中华人民共和国辽宁省辽阳市弓长岭区下辖的一个乡镇级行政单位。

## 行政区划
汤河镇下辖以下地区：
柳河社区、柳河汤村、小安平村、三官庙村、红穆村、孙家寨村、小录村、石四村、望宝寨村和瓦子沟村。